# Dennis Wise
Dennis Frank Wise (sinh 16 tháng 12 năm 1966) là một cựu cầu thủ bóng đá và huấn luyện viên người Anh, và là cựu Giám đốc điều hành Bóng đá của Newcastle United.
Wise thi đấu ở vị trí tiền vệ trung tâm và được xem là một cầu thủ có phong cách mạnh mẽ và tính cạnh tranh cao trong phong cách thi đấu.Trong hơn 20 năm sự nghiệp, Ông thi đấu cho Wimbledon, Leicester City, Millwall, Southampton, Coventry City và, phần lớn thời gian tại Chelsea. Trong khoảng thời gian tại Stamford Bridge, Wise giành hai FA Cup, một League Cup và một UEFA Cup Winners' Cup, trở thành đội trưởng thành công nhất lịch sử câu lạc bộ, nay đã bị vượt qua bởi John Terry.
Ở cấp độ quốc tế ông đại diện trên tuyển Anh hơn 10 năm. Wise có 21 lần ra sân và ghi một bàn, trong trận đấu ra mắt gặp Thổ Nhĩ Kỳ ngày 1 tháng 5 năm 1991. Ông là thành viên đội tuyển tại Euro 2000 và thi đấu các trận đấu vòng bảng gặp Đức (thắng 1–0) và Romania (thua 2–3).
Những năm cuối sự nghiệp, Wise dần tham gia vào công tắc huấn luyện, bắt đầu tại Millwall, nơi ông đóng vai trò cầu thủ kiêm huấn luyện vien, đưa họ tới chung kết F.A. Cup và cúp châu Âu lần đầu tiên trong lịch sử. Ông có một thời gian ngắn tạm quyền tại Southampton, sau sự ra đi của Harry Redknapp, trước khi ký hợp đồng dài hạn với Swindon Town. Tháng Mười 2006, ông được bổ nhiệm là huấn luyện viên đội bóng đang thi đấu tại Championship khi đó Leeds United, đội đang nằm trong nhóm xuống hạng. Mặc dù đội bóng xuống hạng, Wise đã định hình lại đội bóng vào cuối mùa và Leeds đã có khởi đầu xuất sắc trong mùa giải đầu tiên của họ tại hạng ba của Anh.
Một động thái bất ngờ trong sự nghiệp diễn ra, mặc dù vị trí và khả năng cao lên hạng, Wise rời Leeds vào tháng 1 năm 2008 để gia nhập ban huấn luyện mới tại Newcastle United ở vị trị điều hành, nhiệm vụ đi vòng quanh châu Âu tìm ra những cầu thủ trẻ và phát triển học viện. Wise rời Newcastle ngày 1 tháng 4 năm 2009. Sau khi rời đi, Wise thừa nhận "Sau tất cả nó đã gây đến ảnh hưởng xấu tới sự nghiệp của tôi".

## Thống kê sự nghiệp
Tính tới 30 tháng 4 năm 2006
| Câu lạc bộ     | Câu lạc bộ     | Câu lạc bộ      | League | League | Cup    | Cup    | League Cup | League Cup | Cấp châu lục | Cấp châu lục | Tổng | Tổng |
| Mùa giải       | Câu lạc bộ     | League          | Trận   | Bàn    | Trận   | Bàn    | Trận       | Bàn        | Trận         | Bàn          | Trận | Bàn  |
| Anh            | Anh            | Anh             | League | League | FA Cup | FA Cup | League Cup | League Cup | Europe       | Europe       | Tổng | Tổng |
| -------------- | -------------- | --------------- | ------ | ------ | ------ | ------ | ---------- | ---------- | ------------ | ------------ | ---- | ---- |
| 1984–85        | Wimbledon      | Second Division | 1      | 0      | 0      | 0      | 0          | 0          | 0            | 0            | 1    | 0    |
| 1985–86        | Wimbledon      | Second Division | 4      | 0      | 0      | 0      | 0          | 0          | 0            | 0            | 4    | 0    |
| 1986–87        | Wimbledon      | First Division  | 28     | 4      | 1      | 1      | 0          | 2          | 0            | 0            | 31   | 4    |
| 1987–88        | Wimbledon      | First Division  | 30     | 10     | 6      | 2      | 2          | 0          | 0            | 0            | 38   | 12   |
| 1988–89        | Wimbledon      | First Division  | 37     | 5      | 3      | 1      | 5          | 0          | 0            | 0            | 45   | 6    |
| 1989–90        | Wimbledon      | First Division  | 35     | 8      | 1      | 0      | 5          | 0          | 0            | 0            | 41   | 8    |
| 1990–91        | Chelsea        | First Division  | 33     | 10     | 1      | 0      | 7          | 2          | 0            | 0            | 41   | 12   |
| 1991–92        | Chelsea        | First Division  | 38     | 10     | 4      | 2      | 2          | 1          | 0            | 0            | 44   | 13   |
| 1992–93        | Chelsea        | Premier League  | 27     | 3      | 0      | 0      | 5          | 1          | 0            | 0            | 32   | 4    |
| 1993–94        | Chelsea        | Premier League  | 35     | 4      | 4      | 0      | 2          | 2          | 0            | 0            | 41   | 6    |
| 1994–95        | Chelsea        | Premier League  | 19     | 6      | 2      | 0      | 3          | 0          | 5            | 1            | 29   | 7    |
| 1995–96        | Chelsea        | Premier League  | 35     | 7      | 7      | 1      | 2          | 0          | 0            | 0            | 44   | 8    |
| 1996–97        | Chelsea        | Premier League  | 31     | 3      | 7      | 3      | 2          | 0          | 0            | 0            | 40   | 6    |
| 1997–98        | Chelsea        | Premier League  | 26     | 3      | 0      | 0      | 4          | 1          | 9            | 0            | 39   | 3    |
| 1998–99        | Chelsea        | Premier League  | 22     | 0      | 5      | 1      | 2          | 0          | 8            | 1            | 37   | 2    |
| 1999–2000      | Chelsea        | Premier League  | 30     | 4      | 5      | 2      | 0          | 0          | 15           | 4            | 50   | 10   |
| 2000–01        | Chelsea        | Premier League  | 36     | 3      | 3      | 0      | 1          | 0          | 1            | 0            | 41   | 3    |
| 2001–02        | Leicester City | Premier League  | 17     | 1      | 1      | 0      | 1          | 0          | 0            | 0            | 19   | 1    |
| 2002–03        | Millwall       | First Division  | 29     | 3      | 0      | 0      | 0          | 0          | 0            | 0            | 29   | 3    |
| 2003–04        | Millwall       | First Division  | 31     | 1      | 4      | 0      | 0          | 0          | 0            | 0            | 35   | 1    |
| 2004–05        | Millwall       | Championship    | 25     | 3      | 0      | 0      | 0          | 0          | 2            | 2            | 27   | 5    |
| 2005–06        | Southampton    | Championship    | 11     | 1      | 0      | 0      | 1          | 0          | 0            | 0            | 12   | 1    |
| 2005–06        | Coventry City  | Championship    | 13     | 6      | 0      | 0      | 0          | 0          | 0            | 0            | 13   | 6    |
| Tổng           | Anh            | Anh             | 593    | 95     | 59     | 11     | 46         | 6          | 40           | 8            | 738  | 120  |
| Toàn sự nghiệp | Toàn sự nghiệp | Toàn sự nghiệp  | 593    | 95     | 59     | 11     | 46         | 6          | 40           | 8            | 738  | 120  |

### Bàn thắng quốc tế
| #  | Ngày               | Địa điểm                                      | Đối thủ    | Tỉ số | Kết quả | Giải đấu                 |
| -- | ------------------ | --------------------------------------------- | ---------- | ----- | ------- | ------------------------ |
| 1. | 1 tháng 5 năm 1991 | Sân vận động İzmir Atatürk, İzmir, Thổ Nhĩ Kỳ | Thổ Nhĩ Kỳ | 0–1   | 0–1     | Vòng loại UEFA Euro 1992 |

## Thống kê huấn luyện
| Millwall     | Anh | 15 tháng 10 năm 2003 | 9 tháng 5 năm 2005   | 89 | 36 | 24 | 29 | 40.45 |
| Swindon Town | Anh | 22 tháng 5 năm 2006  | 24 tháng 10 năm 2006 | 17 | 9  | 5  | 3  | 52.94 |
| Leeds United | Anh | 24 tháng 10 năm 2006 | 28 tháng 1 năm 2008  | 99 | 47 | 19 | 33 | 47.47 |

Độ thành công của dựa trên tỉ lệ thắng trong 100 trận. Thống kê bao gồm các trận đấu đội một tại League, Cup & châu Âu.
Tính tới 20 tháng 9 năm 2008

## Danh hiệu

### Câu lạc bộ
Wimbledon
- FA Cup: 1988[9]

Chelsea
- UEFA Cup Winners' Cup: 1998[9]
- UEFA Super Cup: 1998[9]
- FA Cup: 1997,[9] 2000[9]
- Football League Cup: 1998[9]
- FA Charity Shield: 2000[9]

Millwall
- Á quân FA Cup: 2004 (cầu thủ-huấn luyện viên)[10]

### Quốc tế
Anh
- England Challenge Cup 1991

### Cá nhân
- Chelsea Cầu thủ xuất sắc nhất năm: 1997-98, 1999-2000[11]
- Alan Hardaker Trophy: 1998[12]